# Tessa van Schagen
Tessa Johanna van Schagen (2 febbraio 1994) è una velocista olandese.

## Palmarès
| Anno | Manifestazione    | Sede           | Evento      | Risultato | Prestazione | Note             |
| ---- | ----------------- | -------------- | ----------- | --------- | ----------- | ---------------- |
| 2012 | Mondiali juniores | Barcellona     | 4x100 m     | 6ª        | 45"22       |                  |
| 2013 | Europei juniores  | Rieti          | 200 m piani | Bronzo    | 23"65       |                  |
| 2013 | Europei juniores  | Rieti          | 4×100 m     | Bronzo    | 44"22       |                  |
| 2014 | Europei           | Zurigo         | 4×100 m     | Finale    | dnf         |                  |
| 2015 | Europei under 23  | Tallinn        | 200 m piani | 4ª        | 23"59       |                  |
| 2015 | Europei under 23  | Tallinn        | 4×100 m     | 4ª        | 44"46       |                  |
| 2016 | Europei           | Amsterdam      | 200 m piani | 7ª        | 23"03       |                  |
| 2016 | Europei           | Amsterdam      | 4×100 m     | Oro       | 42"04       | Record nazionale |
| 2016 | Giochi olimpici   | Rio de Janeiro | 200 m piani | Batteria  | 23"41       |                  |
| 2016 | Giochi olimpici   | Rio de Janeiro | 4x100 m     | Batteria  | 42"88       |                  |
| 2017 | Mondiali          | Londra         | 4×100 m     | 8ª        | 43"07       |                  |